# Паннонская марка
Панно́нская ма́рка — пограничная марка в Каролингской империи, созданная в середине IX века для защиты от Великой Моравии и существовавшая ровно столько же, сколько и сама Великая Моравия. Маркграфами марки были, в основном, представители семейств Вильгельминов и Арибонидов, противостояние между которыми вылилось в так называемую Вильгельминскую войну за контроль над маркой.
Паннонская марка пришла на смену Аварской марке. Она занимала территорию к югу от Дуная между рекой Энс и Венским лесом. В некоторых документах она упоминается как «terminum regni Baioariorum in Oriente», что в переводе означает «Граница Королевства баваров на востоке», и иногда поэтому её называют Баварской (Восточной) маркой. Однако это в большей степени относится к Восточной (Австрийской) марке, созданной в 976 году в качестве её замены. Упоминания о Паннонской марке исчезают из документов в начале XI века.